# Sar Nezhmār
Sar Nezhmār (persiska: سَر نِژمار, سَرِ نِجمَر, سَرَنژمَر, سَرِ نِژمار, سَرَنجمَر, سَرنِجمار, سر نژمار) är en ort i Iran.   Den ligger i provinsen Kurdistan, i den nordvästra delen av landet, 500 km väster om huvudstaden Teheran. Sar Nezhmār ligger 1 429 meter över havet och antalet invånare är 344.
Terrängen runt Sar Nezhmār är huvudsakligen kuperad, men söderut är den bergig.Runt Sar Nezhmār är det ganska tätbefolkat, med 60 invånare per kvadratkilometer. Närmaste större samhälle är Marivan, 12,4 km norr om Sar Nezhmār. Trakten runt Sar Nezhmār består till största delen av jordbruksmark.